# Tatarka (ort i Belarus, Mahiljoŭs voblast)
Tatarka (belarusiska: Татарка) är ett municipalsamhälle i Belarus.   Den ligger i voblasten Mahiljoŭs voblast, i den centrala delen av landet, 110 km sydost om huvudstaden Horad Mіnsk. Tatarka ligger 159 meter över havet och antalet invånare är 720.

## Natur och klimat
Terrängen runt Tatarka är mycket platt. Närmaste större samhälle är Asіpopovіtjy, 13,1 km väster om Tatarka.
I omgivningarna runt Tatarka växer i huvudsak blandskog. Runt Tatarka är det ganska glesbefolkat, med 29 invånare per kvadratkilometer.  Trakten ingår i den hemiboreala klimatzonen. Årsmedeltemperaturen i trakten är 4 °C. Den varmaste månaden är juli, då medeltemperaturen är 20 °C, och den kallaste är januari, med −12 °C.